# Naturpark Fläming

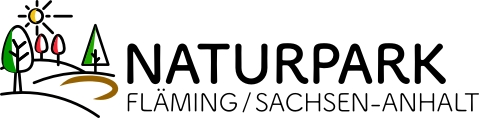
Logo

Der Naturpark Fläming ist der sechste und jüngste Naturpark in Sachsen-Anhalt. Das 2005 eröffnete Großschutzgebiet umfasst eine Fläche von 82.425 Hektar und liegt im südwestlichen Fläming zwischen der Elbaue und dem benachbarten Brandenburger Naturpark Hoher Fläming.
Flächenanteile an dem Park haben die Landkreise Anhalt-Bitterfeld und Wittenberg sowie mit einem kleinen Teil von 1.000 Hektar die kreisfreie Stadt Dessau-Roßlau. Den Charakter des dünnbesiedelten Parks bestimmt die land- und forstwirtschaftlich dominierte Hügellandschaft des eiszeitlich gebildeten Höhenzugs Fläming.

## Fläche, Orte, Lage

### Flächenverteilung, Städte und Gemeinden
Die Ostwestausdehnung des Naturparks Fläming beträgt zwischen Zerbst und Klebitz rund 50 Kilometer, die Nordsüdausdehnung zwischen Roßlau und Reuden rund 20 Kilometer.
Die Gesamtfläche des Naturparks beträgt 82.425 Hektar.

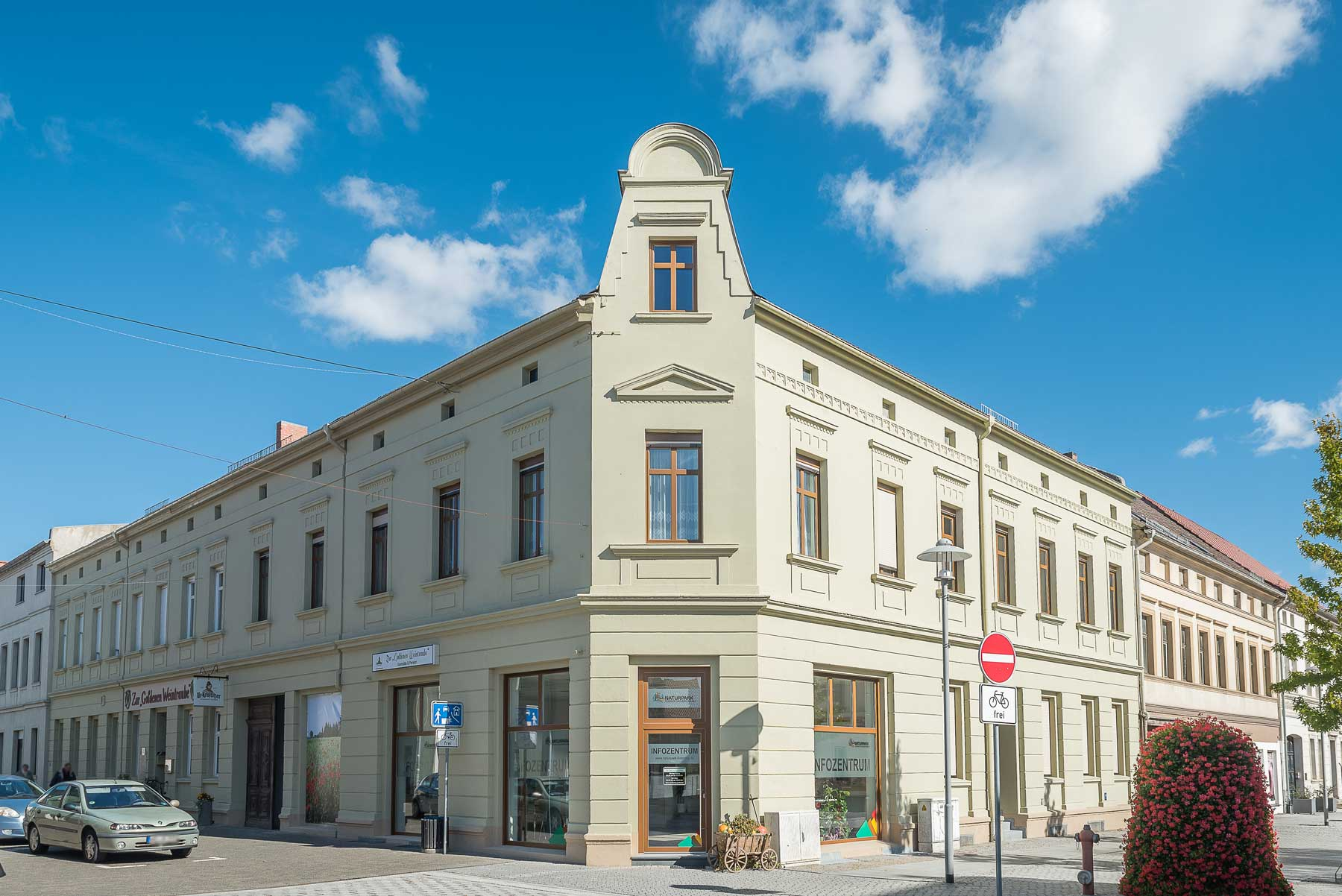
Informationszentrum in Coswig (Anhalt)

Das Naturparkzentrum befindet sich in einer umgebauten ehemaligen Schule in Jeber-Bergfrieden kurz hinter dem Bahnhof des Regional-Express (RE 7), der Berlin über Bad Belzig mit Dessau verbindet. Das Dorf liegt auf einem Höhenrücken zwischen dem Tal der Rossel und südlichen Nuthe.

### Naturparkgrenze
Die Ostgrenze beginnt nördlich von Klebitz und verläuft im ersten Teil entlang der Grenze zu Brandenburg und dann weiter vorbei an Zallmsdorf und Leetza nach Mühlanger in der Elbaue. Hier wendet sich der Grenzverlauf nach Westen und erreicht oberhalb der Bundesstraße 187 die Lutherstadt Wittenberg, die mit ihrem Zentrum und historischen Stadtkern im Naturparkgebiet liegt. Weiter entlang der B187 führt die Südgrenze über Coswig zur Stadt Roßlau, die gleichfalls zum Schutzgebiet gehört. Die Grenze nimmt anschließend den Weg nach Nordwesten entlang der Bundesstraße 184 und schließt einen Teil des Dorfes und Dessau-Stadtteils Rodleben ein. Westlich von Jütrichau verlässt sie die B184 und umgeht, zuerst entlang des Häkengrabens, die Stadt Zerbst, die mit ihrem Kern nicht zum Parkgebiet zählt.
Die Westbegrenzung verläuft nach Norden von Zerbst über Zernitz und Lindau bis in das Bienholz östlich von Hobeck. Hier knickt die Grenze scharf nach Osten ab. Die Nordgrenze zieht sich oberhalb von Lietzo, Deetz und Nedlitz auf der Grenze zu Rosian/Schweinitz und trifft zwischen Reuden und Reppinichen auf die Landesgrenze mit Brandenburg und damit auch auf die Grenze zum benachbarten „Naturpark Hoher Fläming“. Die Nordbegrenzung verläuft oberhalb von Golmenglin, Stackelitz, Senst bis nach Boßdorf parallel zum Nachbarpark und dann weiter oberhalb von Kropstädt und Rahnsdorf auf der Landesgrenze bis nach Klebitz.

### Angrenzende Parks
Bei Coswig grenzt der Park an das Biosphärenreservat Mittlere Elbe, das sich entlang des Flusses von Wittenberg bis nach Gommern zieht und das Dessau-Wörlitzer Gartenreich mit dem UNESCO-Weltkulturerbe Wörlitzer Park einschließt. Mit der Eröffnung des Naturparks ist ein riesiges Gebiet mit unterschiedlichen Schutzstufen entstanden, das von den Belziger Landschaftswiesen im Norden über den Naturpark Hoher Fläming und den Naturpark Fläming bis zur südlichen Elbaue reicht. Wenige Kilometer südöstlich von Oranienbaum schließt sich an das Biosphärenreservat mit der Heidelandschaft des Naturparks Dübener Heide ein weiteres Schutzgebiet an.

## Geschichte und Zielsetzung

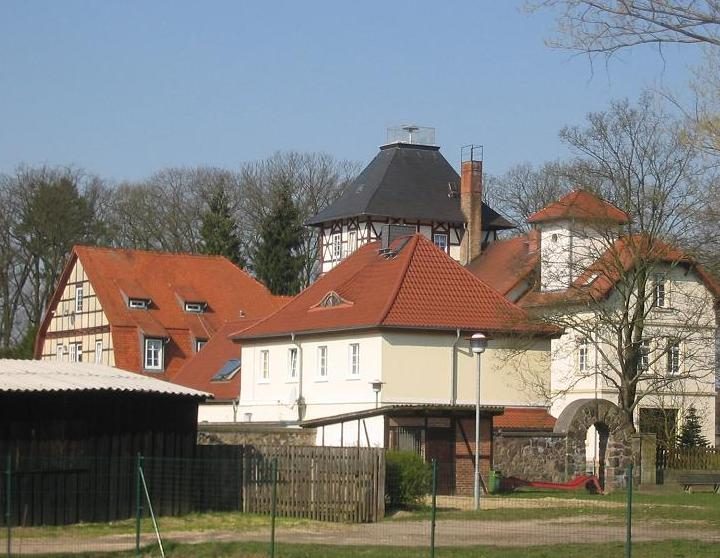
Schloss Bärenthoren

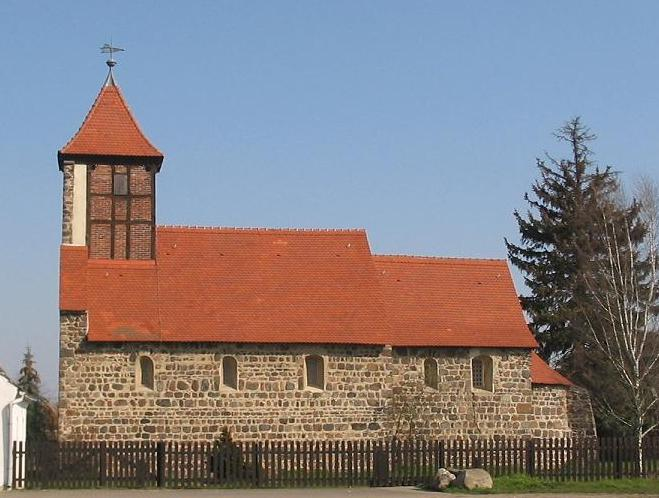
Feldsteinkirche in Ragösen, 12. Jahrhundert

Der Naturpark Fläming wurde am 19. Dezember 2005 zum Naturpark erklärt. Die Vorbereitung lag bei dem 2003 gegründeten „Naturpark Fläming e. V.“, zu dessen Trägern unter anderem die Landkreise Wittenberg und Anhalt-Zerbst zählen. 2006 eröffnete das Naturparkzentrum in Jeber-Bergfrieden.
Als Entwicklungsziele nennt der Naturpark unter anderem den Erhalt und die Nutzung der Natur- und Kulturlandschaft Fläming, die Erschließung von Bereichen für die naturschutzverträgliche Erholung und den Fremdenverkehr, die nachhaltige Bewirtschaftung in Land- und Forstwirtschaft sowie die Schaffung von Grundlagen für eine ressourcenschonende Regionalentwicklung. Der Fläming soll eine besondere Bedeutung für Naturschutz, Landschaftspflege, mittelständische Wirtschaft und Handwerk, Umweltbildung und Fremdenverkehr erlangen.

## Der Fläming – Höhenzug und Kulturraum
Der Fläming ist ein eiszeitlich gebildeter Höhenzug und gleichzeitig eine historisch gewachsene Kulturlandschaft im südwestlichen Brandenburg und östlichen Sachsen-Anhalt. Er erstreckt sich östlich von Magdeburg über mehr als 100 Kilometer bis zur Dahme. Der Fläming ist als Höhenrücken Teil des Südlichen Landrückens, der insbesondere in der Saaleeiszeit geformt wurde. Die Stadt Jüterbog gilt als Grenze zwischen dem Hohen Fläming im Westen und dem Niederen Fläming im Osten.
Jahrhundertelang stellte der Fläming den Grenzwall zwischen Slawen und Deutschen und anschließend zwischen Kursachsen und Brandenburg dar. Die ersten deutschen Burgwarde, Klöster und Feldsteinkirchen entstanden im Bereich des Naturparks zum Ende des 10. Jahrhunderts. Den Namen führt der Fläming nach den Flamen, die nach der Gründung der Mark Brandenburg 1157 durch Albrecht den Bären und dem anschließenden Landesausbau in hoher Zahl den Höhenzug besiedelten.
Neben den auch überregional bekannten Kulturstätten in Wittenberg, Coswig und Rosslau sind die Burg in Lindau, das Schloss Bärenthoren und das Schloss Kropstädt von Bedeutung.
Beachtenswert ist der Reichtum an Burgen, Schlössern und Herrenhäusern im Naturpark Fläming. Mehr als 50 Stück des stein-gewordenen Erbes gibt es. Ein Anliegen des Naturparks ist deshalb die bessere touristische Erschließung der Häuser. Wie im gesamten Fläming gibt es auch im Naturpark Fläming viele erhaltene mittelalterliche Feldsteinkirchen.
- Zu Geografie, Klima, Geschichte und Kulturraum siehe Hauptartikel Fläming
- Zu den Feldsteinkirchen siehe Liste der Feldsteinkirchen im Fläming
- Zu Touren siehe: Fläming-Radweg

## Naturraum
Typisch für die Landschaft im Naturpark Fläming ist der Wechsel von Wäldern, Wiesen und Äckern zwischen naturnahen Bächen in einer sanften Hügellandschaft, die im Naturpark mit dem 185 Meter hohen Michelsberg nahe dem Straacher Ortsteil Grabo ihre Spitze erreicht. Die höchste Erhebung des gesamten Flämings bildet der Hagelberg mit 201 Metern im Brandenburger Nachbarpark.

### Flüsse und Gewässer

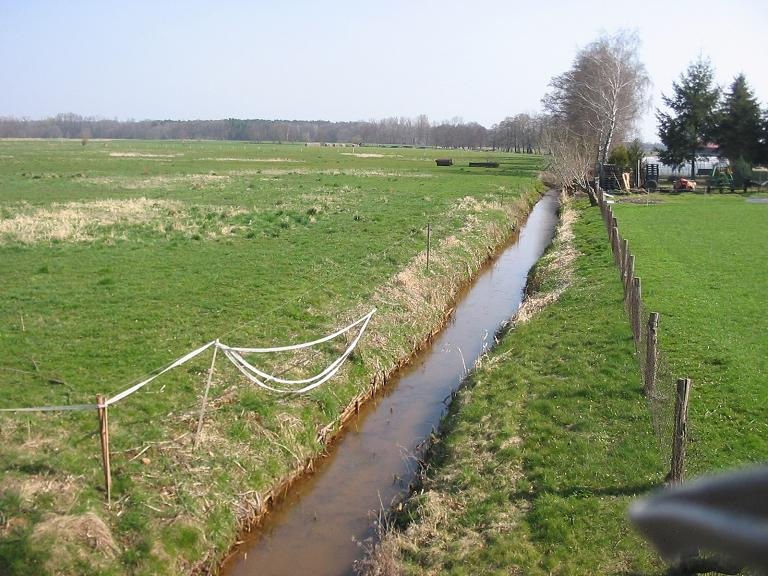
Mittlerer Quellarm der Nuthe in Mühro

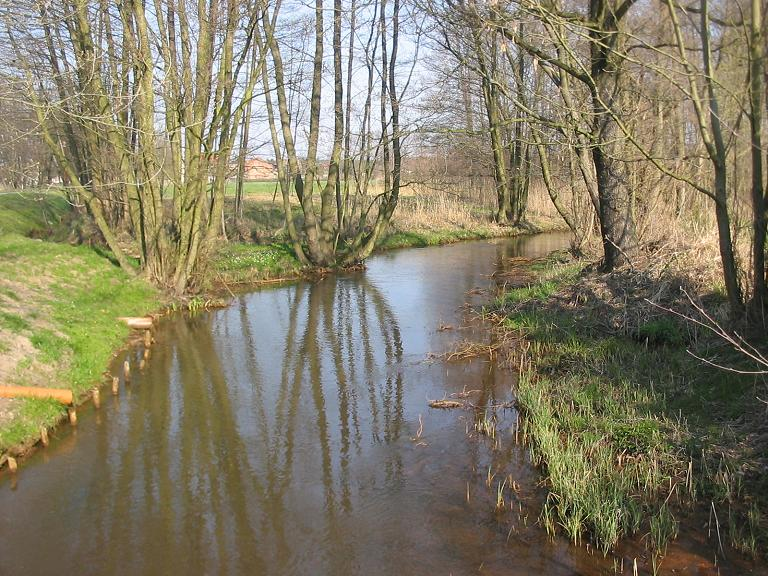
Rossel in Thießen

Die drei größeren Flüsse im Naturpark Fläming fließen direkt der Elbe zu:
- Zahna
- Rossel
- Anhalter Nuthe mit drei Quellarmen

Zusätzlich gibt es viele naturnahe Bäche wie Olbitz, Ziekoer Bach, Grieboer Bach oder Rischebach und von Menschenhand angelegte Entwässerungsgräben wie den Fundergraben. Flüsse und Bäche trieben zahlreiche Mühlen an, die heute teilweise unter Denkmalschutz stehen und wie die heute noch betriebene Bon’sche Nuthe-Mühle im Zerbster Ortsteil Bone die Mühlengeschichte näher bringen. Das Hammerwerk des 1600 angelegten Kupferhammers Thießen an der Rossel vermittelt Einblicke in die historische Kupferverarbeitung.
Größere Seen weist der Naturpark nicht auf. Mit 57 Hektar bildet der 1583 künstlich aufgestaute Deetzer Teich an der nördlichen Nuthe das größte Gewässer. Mit Badestelle und Bootsverleih ist der Teich ein beliebtes Ausflugsziel und bildet zudem ein gefragtes Angelrevier, das auch heute noch Karpfen liefert („Fischzug“ im Herbst, bei dem das Wasser des Teiches abgelassen wird).

### Flora und Lehrpfade
Der Naturpark weist eine vielseitige Pflanzenwelt auf. Weite Mischwälder aus Kiefern (Pinus), Eichen (Quercus), Buchen (Fagus) und Erlen (Alnus) bestimmen das Landschaftsbild. Zwischen der Wüstung Schleesen und Golmenglin liegen die schönsten Buchen-Traubeneichenwälder des Hohen Flämings. Ebenfalls bei Schleesen gibt es Bestände der alten Volksarznei-Pflanze Kleines Immergrün (Vinca minor), die auf den ehemaligen Dorffriedhof zurückgehen sollen.
Auf den Wiesen und Krautschichten finden sich unter anderem Arnika (Arnica montana), Waldmeister (Galium odoratum), Buschwindröschen (Anemone nemorosa), Lungen-Enzian (Gentiana pneumonanthe) und Orchideen.

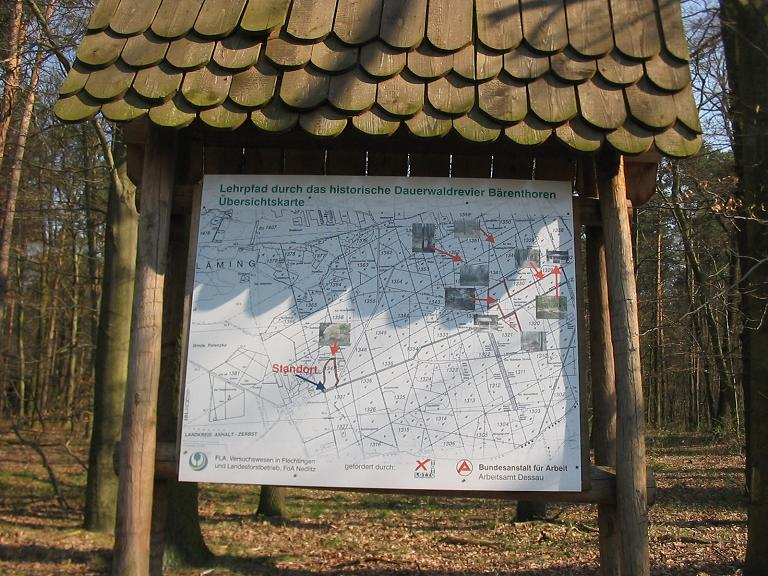
Lehrpfad Bärenthorener Kiefernwirtschaft

Über die Landesgrenzen hinaus bekannt ist die Bärenthorener Kiefernwirtschaft bei Polenzko, die der Kammerherr und Forstmann Friedrich von Kalitsch 1884 begründet hatte. Die neue Waldbewirtschaftung löste die bisherige Kahlschlagwirtschaft ab. Kalitsch ging mit dieser Entwicklung als einer der Begründer des Dauerwaldes in die Forstwissenschaft ein.
Die Bärenthorener Kiefernwirtschaft bildet heute mit einer Fläche von 193 Hektar ein Waldkulturdenkmal und verfügt über einen forstwissenschaftlich ausgerichteten Lehrpfad.
An ein breiteres Publikum wenden sich der Naturlehrpfad „Flämingwald“ zwischen Jeber-Bergfrieden und Stackelitz, der Walderlebnispfad „Spitzberg“ bei Streetz und der Waldlehrpfad „Bismarckstieg“ zwischen Coswig und Möllensdorf auf einer 1907 geschaffenen Wanderstrecke zum Bismarckturm auf dem 142 Meter hohen Hubertusberg.

### Fauna
Der Naturpark ist reich an Rot- (Cervus elaphus), Dam- (Dama dama) und Schwarzwild (Sus scrofa). Zu den besonders erwähnenswerten Arten im Naturpark zählen der Schwarzstorch (Ciconia nigra) und der Vogel des Jahres 1981, der Schwarzspecht (Dryocopus martius). Unter den Insekten sind die verhältnismäßig reichen Vorkommen der laut Roter Liste von Deutschland stark gefährdeten (Kategorie 2) Roten Waldameise (Formica rufa) bemerkenswert. Insbesondere der Naturlehrpfad „Flämingwald“ weist die Nester der nach der Bundesartenschutzverordnung besonders geschützten Ameise aus. In den Naturparkflüssen gibt es Vorkommen von Bachforellen (Salmo trutta fario) und Lurchen.

### Landschafts- und Naturschutzgebiete

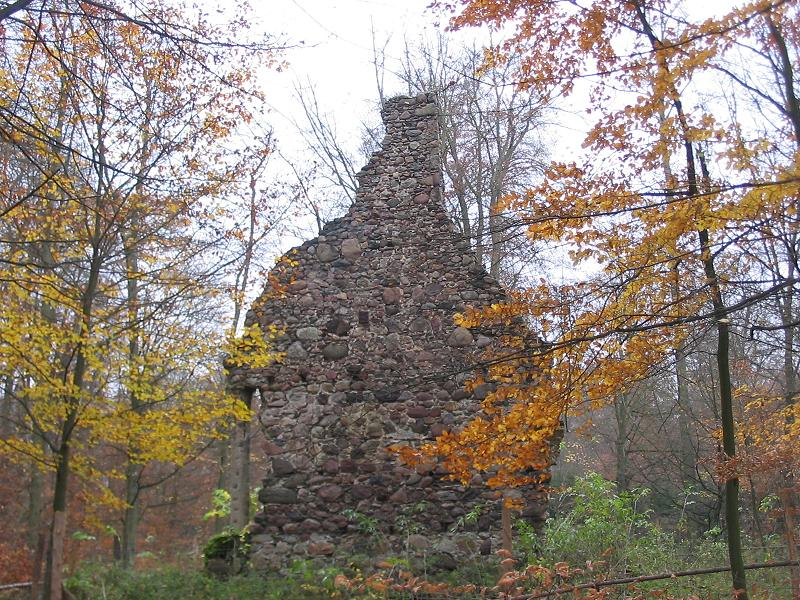
Flämingwald an der Kirchenruine Wüstung Schleesen

Die Liste ist noch unvollständig und die Zuordnung ist nicht endgültig geklärt.
Landschaftsschutzgebiete:
- Teile des LSG „Zerbster Land“ (1300 Hektar)
- Schleesen (50 Hektar)
- Roßlauer Vorfläming
- Westfläming

Naturschutzgebiete
- Buchholz (42 Hektar)
- Jütrichauer Busch (25 Hektar)
- Nedlitzer Niederung (160 Hektar)
- Pfaffenheide–Wörpener Bach (484 Hektar)
- Platzbruch (22 Hektar)
- Rahmbruch (45 Hektar)
- Rathsbruch (12 Hektar) bei Kleinleitzkau

## Publikationen der Naturparkverwaltung
Zu den ersten Publikationen der Naturparkverwaltung zählen neben einer 52-seitigen Einführungsbroschüre eine bislang 16-teilige Flyerserie Rad- und Wandertouren sowie die 3-teilige Serie Rad- und Wandertouren/Kirchentouren. Die Touren sind zu einem großen Teil in und um Jeber-Bergfrieden angesiedelt, so beispielsweise die Tour Nr. 3 zum Märchenweg in Golmenglin, die Tour Nr. 11 zur Kirchenruine in der Wüstung Schleesen oder die Tour Nr. 10 mit der 30 Kilometer langen Radtour Jeber-Bergfrieden – Weiden – Grochewitz – Zieko – Düben – Buko – Bräsen – Hundeluft – Jeber-Bergfrieden.